# Faex
Faex là một chi bọ cánh cứng trong họ Chrysomelidae.
Chi này được miêu tả khoa học năm 1901 bởi Weise.

## Các loài
Chi này gồm các loài:
- Faex wonnarua Daccordi, 2003